# Olympische Jugend-Sommerspiele 2010/Teilnehmer (Mauritius)
| Gelbes Symbol für Goldmedaillen mit stilisierten Olympischen Ringen | Graues Symbol für Silbermedaillen mit stilisierten Olympischen Ringen | Braundes Symbol für Bronzemedaillen mit stilisierten Olympischen Ringen |
| ------------------------------------------------------------------- | --------------------------------------------------------------------- | ----------------------------------------------------------------------- |
| —                                                                   | —                                                                     | —                                                                       |

Die Jugend-Olympiamannschaft aus Mauritius für die I. Olympischen Jugend-Sommerspiele vom 14. bis 26. August 2010 in Singapur bestand aus neun Athleten.

## Athleten nach Sportarten

### Badminton
Mädchen
- Kate Foo Kune
Einzel: 25. Platz

### Judo
Mädchen
- Gaelle Nemorin
Klasse bis 63 kg: 9. Platz
Mixed: Bronze  (im Team Tokio)

### Leichtathletik
Jungen
- Louis Fabrice Rajah
110 m Hürden: 15. Platz
- Brondon Nursimloo
Hochsprung: 13. Platz
- Abel Thésée
Stabhochsprung: kein gültiger Versuch
- Darren Paul
Dreisprung: 7. Platz

### Schwimmen
| Mädchen - Adeline Tin Hon Ko 200 m Freistil: 39. Platz | Jungen - Emmanuel Froget 200 m Freistil: 41. Platz |

### Tischtennis
Jungen
- Warren Wa
Einzel: 29. Platz
Mixed: 25. Platz (mit Jolie Mafuta Ivoso  Republik Kongo)